# Ittihad Riadhi Baladiat Laghouat
Maillots
L'Ittihad Riadhi Baladiat Laghouat (en arabe : الإتحاد الرياضي لبلدية الأغواط), plus couramment abrégé en IRB Laghouat ou encore en IRBL, est un club algérien de football fondé en 1973 et basé dans la ville de Laghouat.

## Histoire
L'IRBL a joué en 2e et 3e division algérienne dans les années 1990 et 2000. Actuellement, le club évolue en Inter-Régions (D4).
En Coupe d'Algérie, la meilleure performance de l'IRBL reste un quart de finale,(1985-1986 contre le wifak khacheb el-faline de collo (2-4) . atteint lors de l'édition 1997-1998. Le club est alors éliminé par l'USM Annaba.

## Palmarès
| Compétitions nationales                             |
| --------------------------------------------------- |
| - Division 3 (1) : - Champion Gr Sud-Est : 2000-01. |

## Personnalités du club

### Présidents du club
- Zenikheri Hamza

### Entraîneurs du club
- Bendoukha Belebna
- Guefaf Ahmed
- Loron Gambit
- Kaid Abdelrezak
- François Bracci
- Alixandre Avonin
- Kouider Sedira

### Anciens joueurs du club
- Bouzalakh Kadda
- Guefaf Ahmed
- 🇩🇿Abdelmadjid benhaouache
- 🇩🇿nabih guelloula